# Hypsibius septulatus
Hypsibius septulatus là một loài gấu nước trong lớp Eutardigrada. Loài này chỉ được biết là được tìm thấy ở Peru.